# Xavier James
Xavier James, född 28 december 1975, är en friidrottare från Bermuda. Han deltog vid olympiska sommarspelen 2004.